# 애플망고
애플망고는 플로리다 남부에서 개발된 상업용 망고 재배종이다.

## 특징
애플망고는 타원형이고, 밑부분은 둥글고 끝이 뾰족하다. 매끄러운 껍질은 성숙하면 검붉은 홍조를 띤다. 속살은 노란색이고 부드러우며, 달콤한 맛을 내며 향기가 좋다. 섬유질이 없고 단일 배아 씨앗을 갖는다. 플로리다에서는 보통 6월부터 7월까지 성숙하며, 특정 부분에 쏠려서 열매가 열린다.
나무는 가지치기 없이 내버려 두면 높이가 6 m를 넘는다.